# نودلینگن
نودلینگن (به آلمانی: Nüdlingen) یک شهر در آلمان است که در Bad Kissingen واقع شده‌است. نودلینگن ۴٬۲۰۲ نفر جمعیت دارد.

## خواهرخوانده
شهر Schönheide خواهرخواندهٔ نودلینگن هست.